# Belemarua nitens
Genre
Espèce
Synonymes
- Paramitraceras nitens Soares & Soares, 1946

Belemarua nitens, unique représentant du genre Belemarua, est une espèce d'opilions laniatores à l'appartenance familiale incertaine.

## Distribution
Cette espèce est endémique du Pará au Brésil. Elle se rencontre vers Belém.

## Description
L'holotype mesure 3,5 mm.

## Systématique et taxinomie
Cette espèce a été décrite sous le protonyme Paramitraceras nitens par Soares et Soares en 1946. Elle est placée dans le genre Belemarua par Roewer en 1949.

## Publications originales
- Soares & Soares, 1946 : « Novos opiliões do Espírito Santo e um novo opilião do estado do Pará. » Papeis Avulsos do Departamento de Zoologia, vol. 7, no 15, p. 195–212.
- Roewer, 1949 : « Einige neue Gattungen der Phalangodidae (Opiliones). » Veröffentlichungen aus dem Überseemuseum Bremen, vol. 1, p. 143–144.